# HT Возничего
HT Возничего (лат. HT Aurigae) — одиночная переменная звезда в созвездии Возничего на расстоянии (вычисленном из значения параллакса) приблизительно 63952 световых лет (около 19608 парсеков) от Солнца. Видимая звёздная величина звезды — от +15,9m до +8,9m.

## Характеристики
HT Возничего — красная пульсирующая переменная звезда, мирида (M) спектрального класса M или M5/6. Эффективная температура — около 3295 К.